# Obszar staroglacjalny
Obszar staroglacjalny (rzeźba, krajobraz staroglacjalny) - obszar niegdyś zlodowacony, na którym formy polodowcowe są silnie przekształcone przez denudację i dlatego już mało wyraziste. Z reguły obszar ten nie posiada już jezior, których misy zostały całkowicie wypełnione przez osady.
W Polsce nazwę tę stosuje się do obszarów objętych starszymi zlodowaceniami, ale poza zasięgiem ostatniego, zlodowacenia północnopolskiego (bałtyckiego).